# Friedrich Spitta
Friedrich Adolph Wilhelm Spitta (født 10. januar 1852 i Wittingen i Hannover, død 7. juni 1924) var en tysk protestantisk teolog, søn af teologen Philipp Spitta, bror til musikforskeren Philipp Spitta.
Spitta var fra 1887 indtil Første Verdenskrig professor i nytestamentlig eksegese og praktisk teologi i Strasbourg. Han er navnlig kendt for sine arbejder på liturgikkens område, men har i øvrigt skrevet mange skrifter,
blandt andre Luther und der evangelischen Gottesdienst (1884), Über Chorgesang im evangelische Gottesdienste (1889), Zur Reform des evangelischen Kultus (1891) og Zur Geschichte und Litteratur des Urchristenthums (1893-95).